# Новопетровське укріплення та вид на станицю Ніколаєвську
Новопетро́вське укрі́плення та вид на стани́цю Нікола́євську — малюнок олівцем на тонованому папері роботи Тараса Шевченка, виконаний в Нопопетровському укріпленні між 1851 і липнем 1857 року. Формат — 12,5 × 31,4.
В літературі зустрічається також під назвами: «Обший вид Александровского форта», «Новопетровський (Олександрівський) форт. Загальний вид».

## Опис картини
На обривистій скелі — флагшток. Під горою зображено юрти й будинки, про які згадує Н. І. Ускова:
|  | Около крепости под горой несколько армянских лавок, а кругом голая степь и ни признака растительности |

На третьому плані зображено два маяки та ряд будівель станиці Ніколаєвської.
На звороті справа напис чорнилом:
|  | Видъ части форта Александровского, 1852 год. |

## Місце зберігання
Спочатку Тарас Шевченко подарував цю картину разом з «Новопетровське укріплення. Батарея № 2» уряднику Уральського козачого війська Лук'яну Алексєєву.
Попередні місця збереження:
- власність І. О. Нікольського,
- власність Г. І. Алексєєвої,
- Інститут Тараса Шевченка, Харків — Київ,
- Галерея картин Т. Г. Шевченка, Харків.

У 1911 р. картина експонувалася на шевченківській виставці в Москві (Каталог, № 2).